# Heath Ledger

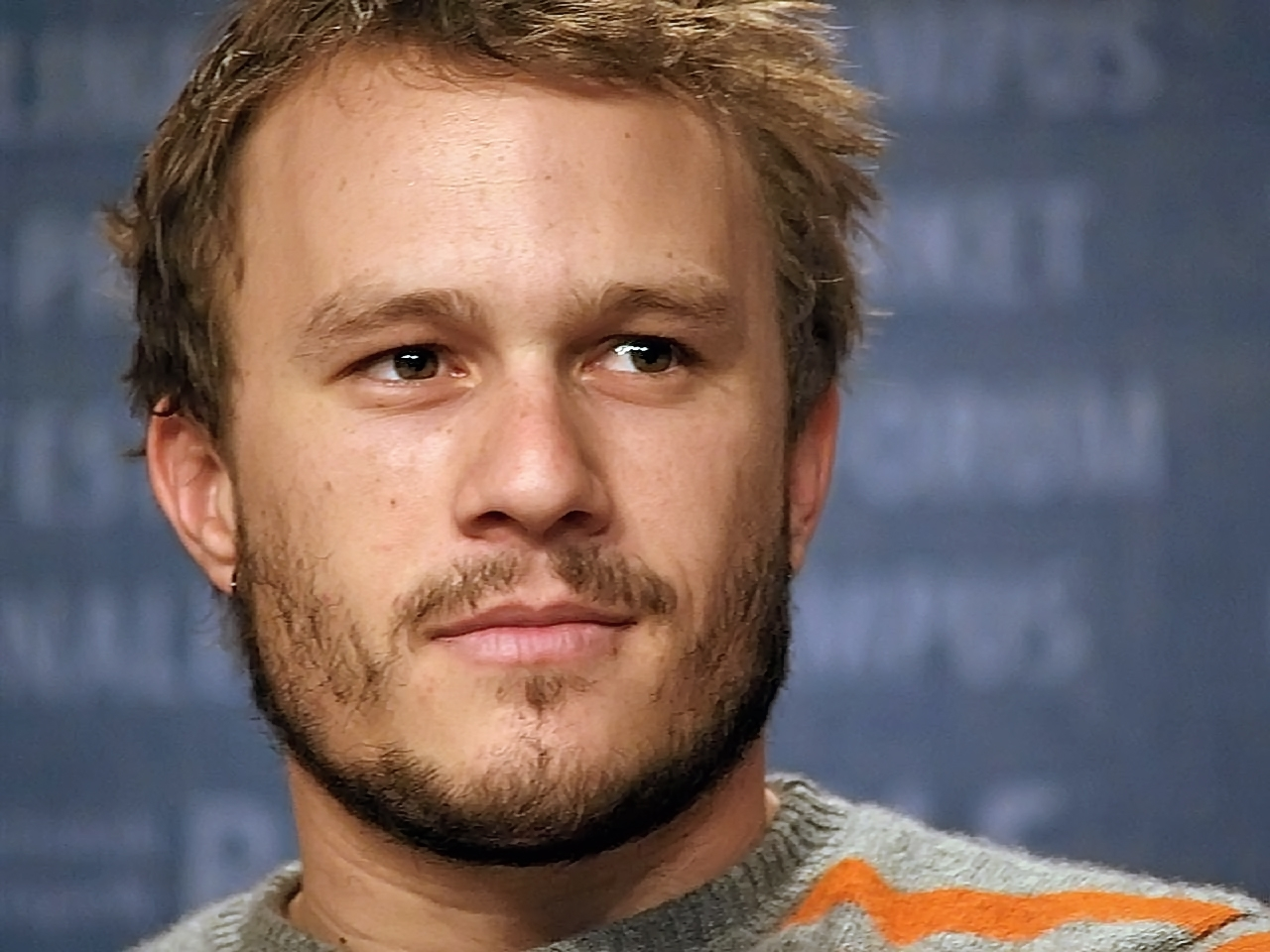
Heath Ledger, 2006

Heath Andrew Ledger (* 4. April 1979 in Perth, Western Australia; † 22. Januar 2008 in New York City, Vereinigte Staaten) war ein australischer Schauspieler. Für seine Darstellung des Joker in The Dark Knight wurde er 2009 postum mit dem Oscar als Bester Nebendarsteller ausgezeichnet.

## Leben

### Jugend
Heath Ledger wurde 1979 im australischen Perth als zweites Kind von Sally Ramshaw und Kim Ledger geboren. Seine Mutter ist eine Französischlehrerin und stammt aus Schottland, sein Vater entwirft Rennautos und kommt aus einer angesehenen Familie der Eisengussindustrie in Perth.
Heath und seine ältere Schwester Katherine „Kate“ wurden nach den beiden Hauptfiguren aus dem Roman Sturmhöhe der britischen Schriftstellerin Emily Brontë benannt. Er besuchte zunächst die Marys Mount Primary School in Gooseberry Hill und später die Guildford Grammar School, wo er Mitglied des Drama Clubs wurde. Als er zehn Jahre alt war, trennten sich seine Eltern und ließen sich scheiden, als er elf Jahre alt war. Seine Mutter heiratete Roger Bell und sein Vater Emma Brown. 1989 und 1997 wurden zwei Halbschwestern geboren.
Ledger galt als eines der hoffnungsvollsten Talente im australischen Feldhockey und wurde während seiner Highschool-Zeit in das U17-All-Star-Team gewählt.

### Karriere

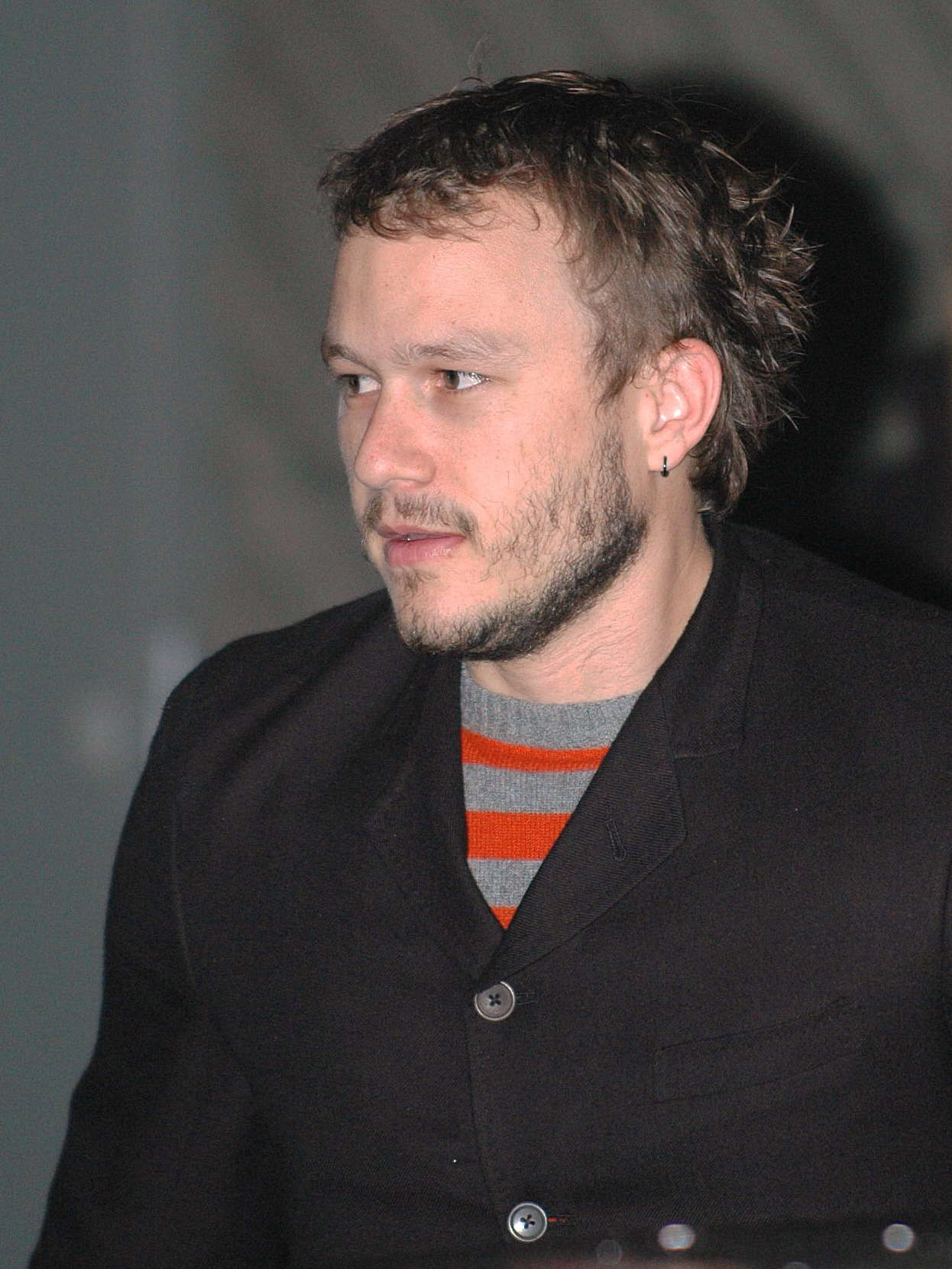
Heath Ledger, 2006

#### 1990er Jahre
Im Alter von zehn Jahren spielte er in einer lokalen Theatergruppe die Rolle des Peter Pan. Diese führte zu Rollen in Kinderfernsehprogrammen. Seinen ersten Auftritt hatte Ledger 1992 in der australischen Fernsehserie Der Traum vom Clown (Clowning Around).
Mit 17 Jahren verließ Ledger die Schule und ging nach Sydney, wo er als Schauspieler arbeiten wollte. Er entschied sich bewusst gegen den Besuch einer Schauspielschule. Ab 1993 spielte er in der Fernsehserie Ship to Shore mit, und 1996 hatte er eine erste größere Rolle als Fahrradfahrer in der australischen Fernsehserie Sweat – Der Weg zum Sieg (1996). Danach zog er nach Hollywood.

#### 2000er Jahre
Durch seinen ersten Hollywood-Film 10 Dinge, die ich an Dir hasse wurde Ledger dem Jugendfilm-Genre zugeordnet. Nach weiteren Rollen, darunter eine in Der Patriot von Roland Emmerich neben Mel Gibson, gelang Ledger 2000 mit der Hauptrolle in Ritter aus Leidenschaft der Durchbruch. Sein Agent Steve Alexander versuchte vergeblich, ihm die Rolle des Spiderman näherzubringen.
Ein kommerzieller Misserfolg war der Film Sin Eater – Die Seele des Bösen (2003) mit Benno Fürmann. Bereits mit Monster’s Ball und der Neuverfilmung von Die vier Federn kündigte sich sein Rollenwechsel an. 2005 war Ledger mit Matt Damon in Brothers Grimm zu sehen.
Spätestens mit seinem Erscheinen in Brokeback Mountain etablierte er sich dann im ernsten Rollenfach. Für seine Rolle als Ennis Del Mar in diesem Film wurde er 2005 mit dem „New York Film Critics Circle Award“ als bester Schauspieler ausgezeichnet.
Heath Ledger nahm seine Arbeit ernst und wollte sich immer wieder weiterentwickeln. Er wollte eine künstlerisch anspruchsvolle Ebene erreichen und mit verschiedenen Dialekten und Schauspiellehrern arbeiten. Außerdem begann er, Regie zu führen. Sein erster Versuch war für das Video des Songs Morning Yearning mit Ben Harper in einem Laden namens Little Radio. Mit seinem Jugendfreund Matt Amato hat Ledger seine eigene Produktionsfirma namens The Masses gegründet.
Ein nächstes Projekt wurde die Bob-Dylan-Biografie I’m Not There (2007). Dort spielte Ledger eine der sechs Rollen, die den Musiker verkörperten. In der Batman-Verfilmung The Dark Knight stellte Ledger den Joker dar. Ledger wollte eine neue Version für den Joker erfinden und schloss sich dafür sechs Wochen in einem Zimmer ein. Auch die Maske entwarf er selbst. Der letzte Film, mit dem Ledger ins Kino kam, war 2009 Das Kabinett des Dr. Parnassus.

### Privatleben
Heath Ledger war von 2002 bis 2004 mit Naomi Watts liiert. Im Sommer 2004 lernte er bei den Dreharbeiten zu Brokeback Mountain die Schauspielerin Michelle Williams kennen, mit der er von 2005 bis 2007 in Brooklyn zusammenlebte. Die beiden haben eine gemeinsame Tochter (* 2005), deren Taufpate Jake Gyllenhaal ist. Im September 2007 gab Williams’ Vater die Trennung des Paares bekannt.
In den letzten Monaten vor seinem Tod wurden Heath Ledger von der Presse verschiedene Beziehungen nachgesagt, unter anderem mit dem dänischen Model Helena Christensen, der Schauspielerin Mary-Kate Olsen und dem australischen Model Gemma Ward.
Ledgers deutscher Standardsprecher war Simon Jäger. Bei drei Gelegenheiten wurde Ledgers deutsche Stimme jedoch von anderen Synchronsprechern übernommen: In Die vier Federn sowie der Fernsehserie Conor, der Kelte wurde Ledger von Philipp Brammer gesprochen, in 10 Dinge, die ich an dir hasse von Torsten Sense.
Ledger setzte sich stark für den Meeresschutz ein. Er war Mitglied des Beraterstabs der Sea Shepherd Conservation Society und war sehr interessiert daran, die Rolle des Paul Watson in einem Film über das Leben und die Arbeit des Kapitäns zu spielen. Bei dem Video King Rat führte er Regie. Allerdings starb er, bevor er das Video fertigstellen konnte, und so führten The Masses in Zusammenarbeit mit Modest Mouse seine Arbeit zu Ende. Im ersten Monat nach der Veröffentlichung gingen sämtliche Einnahmen aus dem iTunes-Verkauf an Sea Shepherd.

### Tod

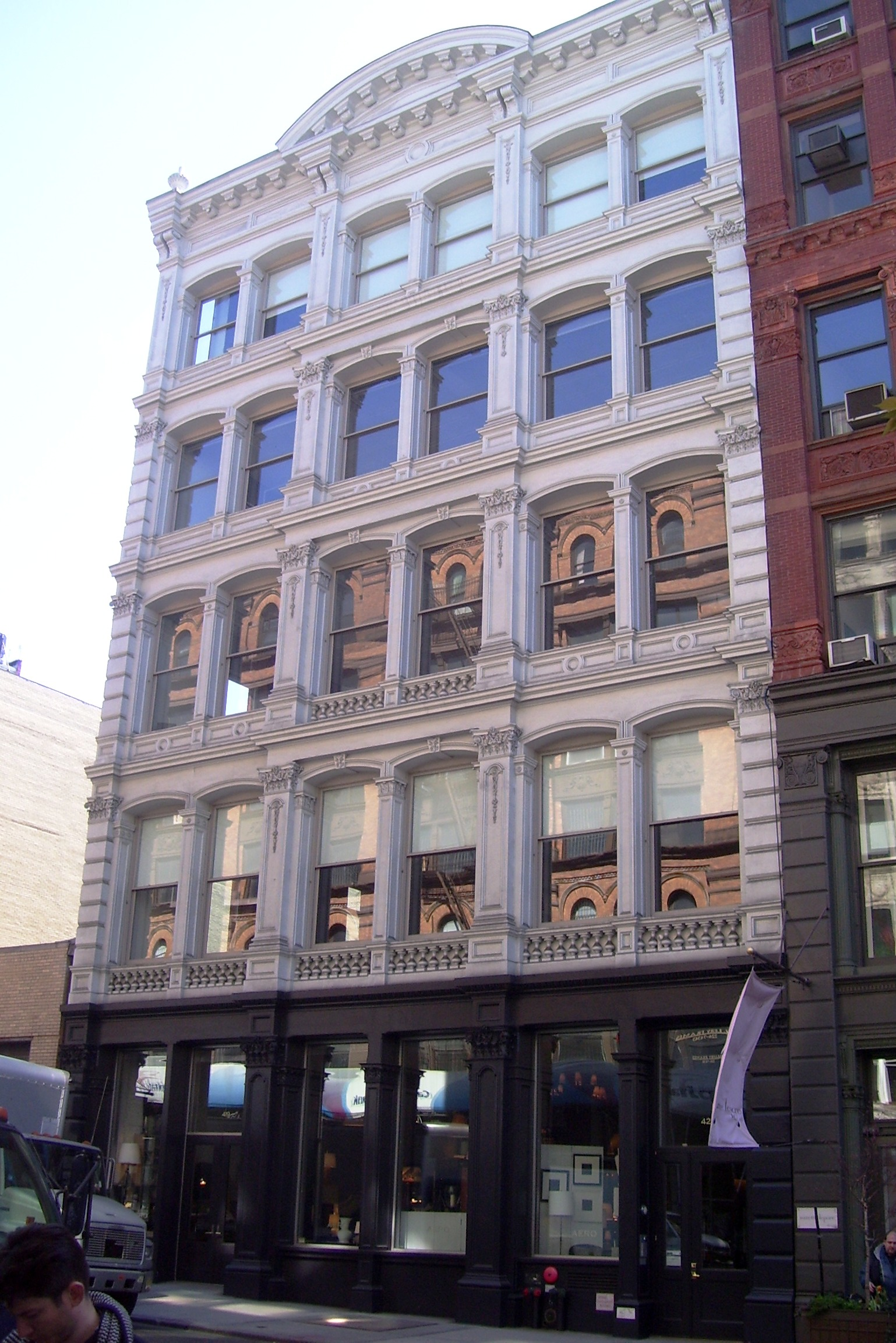
The Tulip Building, Broome Street (2012)

Heath Ledger wohnte zuletzt in einem Loft im Tulip Building in der Broome Street in Lower Manhattan. Am 22. Januar 2008 wurde er dort im Alter von 28 Jahren tot aufgefunden.
Bei der Obduktion wurden in Ledgers Körper Benzodiazepine und Opioide gefunden, die zur Behandlung von Angststörungen oder Panikattacken und Schmerzen eingesetzt werden. Der Gerichtsmediziner von New York City stellte fest, dass die Todesursache ein Unfall war, der aus dem Missbrauch verschreibungspflichtiger Medikamente resultierte.
Ledger wurde am 9. Februar 2008 in seiner Geburtsstadt Perth beigesetzt. Die Schauspielerin Cate Blanchett hielt bei der Trauerfeier eine Rede.

## Postume Ehrungen
Nach der Veröffentlichung des Films The Dark Knight im Sommer 2008 gewann Ledger für seine Darstellung des Jokers postum zahlreiche Preise, darunter den Golden Globe Award und British Academy Film Award jeweils als Bester Nebendarsteller.
Am 22. Januar 2009, ein Jahr nach seinem Tod, wurde die Nominierung für den Oscar als bester Nebendarsteller für seine Leistung in der Rolle des Joker bekannt gegeben; der Preis wurde bei der 81. Oscarverleihung am 22. Februar 2009 von seiner Familie entgegengenommen. Heath Ledger ist somit der zweite Schauspieler nach Peter Finch, dem der Oscar postum verliehen wurde, und der erste, der den entsprechenden Film nicht mehr sehen konnte (Peter Finch starb knapp zwei Monate nach der Premiere, Heath Ledger nahezu ein halbes Jahr vor der Premiere). Zudem wurde er im Mai 2009 bei den MTV Movie Awards 2009 nachträglich mit dem Preis als Bester Schurke im Zusammenhang mit The Dark Knight ausgezeichnet. Ledger erzählte: „Den Joker zu spielen war, wie rohes Fleisch zu essen“. 2009 erhielt Ledger den PETA Award für seinen Einsatz gegen den Walfang.

## Filmografie

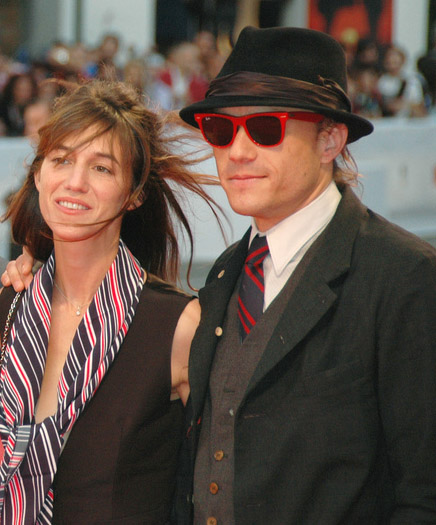
Heath Ledger und Charlotte Gainsbourg bei den Filmfestspielen von Venedig 2007

- 1992: Der Traum vom Clown (Clowning Around/Clowning Around Encore, Fernsehserie)
- 1993: Leinen los! (Ship to Shore, Fernsehserie)
- 1996: Sweat – Der Weg zum Sieg (Sweat, Fernsehserie, 26 Folgen)
- 1997: Blackrock
- 1997: P.C. – Ein Genie auf vier Pfoten (Paws)
- 1997: Home and Away (Fernsehserie)
- 1997: Conor, der Kelte (Roar, Fernsehserie, 13 Folgen)
- 1999: 10 Dinge, die ich an Dir hasse (10 Things I Hate About You)
- 1999: Two Hands
- 2000: Der Patriot (The Patriot)
- 2001: Ritter aus Leidenschaft (A Knight’s Tale)
- 2001: Monster’s Ball
- 2002: Die vier Federn (The Four Feathers)
- 2003: Gesetzlos – Die Geschichte des Ned Kelly (Ned Kelly)
- 2003: Sin Eater – Die Seele des Bösen (The Order)
- 2005: Dogtown Boys (Lords of Dogtown)
- 2005: Brothers Grimm (The Brothers Grimm)
- 2005: Brokeback Mountain
- 2005: Casanova
- 2006: Candy – Reise der Engel (Candy)
- 2007: I’m Not There
- 2008: The Dark Knight
- 2009: Das Kabinett des Doktor Parnassus (The Imaginarium of Doctor Parnassus)

## Auszeichnungen und Nominierungen

### Auszeichnungen
- 2001: ShoWest Convention – Männlicher Star von morgen in Der Patriot[22]
- 2001: Blockbuster Entertainment Awards – „Favorite Male – Newcomer“ (Der Patriot)
- 2005: New York Film Critics Circle – für seine Darstellung in Brokeback Mountain
- 2005: Phoenix Film Critics Society Awards – für seine Darstellung in Brokeback Mountain[23]
- 2005: San Francisco Film Critics Circle – für seine Darstellung in Brokeback Mountain
- 2005: ACCA Award – „Bester Hauptdarsteller“ (Brokeback Mountain)[24]
- 2005: Voice Film Poll Award – „Beste Leistung“ (Brokeback Mountain)[25]
- 2005: Sierra Award – „Bester Hauptdarsteller“ (Brokeback Mountain)[26]
- 2005: St. Louis Film Critics Association Award „Bester Hauptdarsteller“ – für seine Darstellung in Brokeback Mountain[22]
- 2005: OFTA Film Award – „Bester Schauspieler“ (Brokeback Mountain)[27]
- 2006: MTV Award – „Bester Kuss“ gemeinsam mit Jake Gyllenhaal (Brokeback Mountain)
- 2006: Australien Film Institute Awards – für Candy – Reise der Engel
- 2006: Santa Barbara International Filmfestival „Breakthrough Performance of the Year“ – für seine Darstellung in Brokeback Mountain
- 2006: Central Ohio Film Critics Association Award „Bester Hauptdarsteller“ – für seine Darstellung in Brokeback Mountain
- 2006: Central Ohio Film Critics Association Award „Bester Darsteller des Jahres“ – für seine Darstellung in Brokeback Mountain
- 2006: Las Vegas Film Critics Society Award „Bester Hauptdarsteller“ – für seine Darstellung in Brokeback Mountain
- 2006: British Academy Award – „Bester Hauptdarsteller“ (Brokeback Mountain)[28]
- 2006: International Online Cinema Awards (INOCA) – „Bester Hauptdarsteller“ (Brokeback Mountain)[22]
- 2006: International Cinephile Society Awards – „Bester Schauspieler“ (Brokeback Mountain)[29]
- 2007: Bronzener Bravo Otto – Kategorie „Schauspieler“ (Casanova)
- 2008: DFWFCA Award – „Bester Nebendarsteller“ (postum für die Rolle als „Joker“ in The Dark Knight)[22]
- 2008: Los Angeles Film Critics Associations Awards – „Bester Nebendarsteller“ (postum für die Rolle als „Joker“ in The Dark Knight)[30]
- 2008: Oklahoma Film Critics Circle Awards – „Bester Nebendarsteller“ (postum für die Rolle als „Joker“ in The Dark Knight)[22]
- 2008: Phoenix Film Critics Society Awards – „Bester Nebendarsteller“ (postum für die Rolle als „Joker“ in The Dark Knight)[22]
- 2008: St. Louis Film Critics Association – „Bester Nebendarsteller“ (postum für die Rolle als „Joker“ in The Dark Knight)[22]
- 2008: Toronto Film Critics Association Awards – „Bester Nebendarsteller“ (postum für die Rolle als „Joker“ in The Dark Knight)[31]
- 2008: Utah Film Critics Association Awards – „Bester Nebendarsteller“ (postum für die Rolle als „Joker“ in The Dark Knight)[32]
- 2008: Village Voice Film Poll Award – „Bester Nebendarsteller“ (postum für die Rolle als „Joker“ in The Dark Knight)[33]
- 2008: Teen Choice Award – „Choice Movie Rumble“ (postum für The Dark Knight mit Christian Bale)[22]
- 2008: EDA Award – „Bester Nebendarsteller“ (postum für die Rolle als „Joker“ in The Dark Knight)[34]
- 2008: New York Film Critics, Online Award – „Bester Nebendarsteller“ (postum für die Rolle als „Joker“ in The Dark Knight)[35]
- 2008: San Diego Film Critics Society Award – „Bester Nebendarsteller“ (postum für die Rolle als „Joker“ in The Dark Knight)[22]
- 2008: EDA Special Mention Award – „Unvergesslicher Moment“ (für die erste Szene des „Jokers“)[34]
- 2008: ACCA Award – „Beste Besetzung“ (für The Dark Knight)[22]
- 2008: AFCA Award – „Bester Nebendarsteller“ (postum für die Rolle als „Joker“ in The Dark Knight)[22]
- 2008: Golden Schmoes – „Bester Nebendarsteller“ (postum für die Rolle als „Joker“ in The Dark Knight)[36]
- 2008: Houston Film Critics Society Awards – „Bester Nebendarsteller“ (postum für die Rolle als „Joker“ in The Dark Knight)[37]
- 2008: Kansas City Film Critics Circle Awards – „Bester Nebendarsteller“ (postum für die Rolle als „Joker“ in The Dark Knight)[38]
- 2008: Boston Society of Film Critics Awards – „Bester Nebendarsteller“ (postum für die Rolle als „Joker“ in The Dark Knight)[39]
- 2008: CFCA Award – „Bester Nebendarsteller“ (postum für die Rolle als „Joker“ in The Dark Knight)[40]
- 2008: Florida Film Critics Circle Award – „Bester Nebendarsteller“ (postum für die Rolle als Joker in The Dark Knight)[41]
- 2008: Indiewire Critics’ Poll Award – „Bester Nebendarsteller“ (postum für die Rolle als „Joker“ in The Dark Knight)[22]
- 2008: Sierra Award – „Bester Nebendarsteller“ (postum für die Rolle als „Joker“ in The Dark Knight)[42]
- 2008: SFX Awards, UK – „Bester Nebendarsteller“ (postum für die Rolle als „Joker“ in The Dark Knight)[22]
- 2008: Southeastern Film Critics Association Awards – „Bester Nebendarsteller“ (postum für die Rolle als „Joker“ in The Dark Knight)[43]
- 2008: Online Film Critics Society Awards – „Bester Nebendarsteller“ (postum für die Rolle als „Joker“ in The Dark Knight)[44]
- 2008: AFI Award – „Bester Schauspieler“ (postum für ‘The Dark Knight’')
- 2008: COFCA Award – „Bester Nebendarsteller“ (postum für die Rolle als „Joker“ in The Dark Knight)[45]
- 2008: COFCA Award – „Beste Besetzung“ (The Dark Knight)[22]
- 2008: OFTA Film Award – „Bester Nebendarsteller“ (postum für die Rolle als „Joker“ in The Dark Knight)[46]
- 2008: Spike Scream Awards – „Bester Fantasy-Darsteller“ (postum für The Dark Knight)
- 2008: Spike Scream Awards – „Bester Schurke“ als Joker (postum für The Dark Knight)
- 2008: Spike Scream Awards – „Bester Spruch“ als Joker für den Satz „I believe whatever doesn’t kill you, simply makes you stranger“ (postum für The Dark Knight)
- 2009: Boston Kritiker Award – „Bester Nebendarsteller“ (postum für die Rolle als „Joker“ in The Dark Knight)
- 2009: Washington DC Area Film Critics Association – „Bester Nebendarsteller“ (postum für die Rolle als „Joker“ in The Dark Knight)
- 2009: Screen Actors Guild Award – „Bester Nebendarsteller“ (postum für die Rolle als „Joker“ in The Dark Knight)
- 2009: People’s Choice Awards – „Best Onscreen Match-Up: Christian Bale & Heath Ledger“ (The Dark Knight)
- 2009: Golden Globe – „Bester Nebendarsteller“ (postum für die Rolle als „Joker“ in The Dark Knight)
- 2009: Critics Choice Award – „Bester Nebendarsteller“ (postum für die Rolle als „Joker“ in The Dark Knight)
- 2009: Jupiter – „Bester Darsteller international“ (postum für die Rolle als „Joker“ in The Dark Knight)
- 2009: British Academy Film Award – „Bester Nebendarsteller“ (postum für die Rolle als „Joker“ in The Dark Knight)
- 2009: Oscar – „Bester Nebendarsteller“ (postum für die Rolle als „Joker“ in The Dark Knight)
- 2009: MTV Movie Awards – „Bester Bösewicht“ (postum für die Rolle als „Joker“ in The Dark Knight)
- 2009: Vancouver Film Critics Circle – „Bester Nebendarsteller“ (postum für die Rolle als „Joker“ in The Dark Knight)[47]
- 2009: Rembrandt Awards – "Bester internationaler Schauspieler" (postum)[22]
- 2009: Georges Awards – „Bester ausländischer Schauspieler“ (postum für die Rolle als „Joker“ in The Dark Knight)[48]
- 2009: International Cinephile Society Awards – „Bester Nebendarsteller“ (postum für die Rolle als „Joker“ in The Dark Knight)[49]
- 2009: People’s Choice Awards – „Beste Besetzung“ (The Dark Knight)[22]
- 2009: Audience Award – „Bester ausländischer Darsteller“ (postum für die Rolle als „Joker“ in The Dark Knight)
- 2009: Saturn Award – „Bester Nebendarsteller“ (postum für die Rolle als „Joker“ in The Dark Knight)[22]
- 2009: International Online Cinema Awards (INOCA) – „Bester Nebendarsteller“ (postum für die Rolle als „Joker“ in The Dark Knight)[50]
- 2009: International Online Film Critics’ Poll Award – „Bester Nebendarsteller“ (postum für die Rolle als „Joker“ in The Dark Knight)[51]

### Nominierungen
- 1999: Australian Film Institute Award – „Bester Hauptdarsteller“ (Two Hands)
- 1999: Teen Choice Awards – „Sexiest Love Scene“ (10 Dinge, die ich an Dir hasse)[22]
- 2000: Film Critics Circle of Australia Awards – „Bester Schauspieler“ (Two Hands)
- 2000: MTV Movie Awards – „Best Musical Performance“ (10 Dinge, die ich an Dir hasse)
- 2000: Young Artist Awards – „Beste Leistung in einem Spielfilm – Jugendlicher Hauptdarsteller“ (10 Dinge, die ich an Dir hasse)[22]
- 2001: Teen Choice Awards – „Choice Male Hottie“[22]
- 2001: Teen Choice Awards – „Choice Actor“, „Choice Chemistry“ und „Choice Fight Scene“ (Ritter aus Leidenschaft)[22]
- 2002: MTV Movie Awards – „Bester Kuss“, „Best Musical Sequence“ (Ritter aus Leidenschaft)
- 2003: Film Critics Circle Of Australia Awards – „Bester Hauptdarsteller“ (Gesetzlos – Die Geschichte des Ned Kelly)
- 2003: Australian Film Institute Awards – „Bester Hauptdarsteller“ (Gesetzlos – Die Geschichte des Ned Kelly)
- 2005: Teen Choice Award – „Choice Movie Actor: Action/Thriller“ (Dogtown Boys)[22]
- 2005: Washington DC Area Film Critics Association Awards – „Bester Hauptdarsteller“ (Brokeback Mountain)
- 2005: ACCA Award – „Beste Besetzung“ (Brokeback Mountain)[22]
- 2005: Boston Society of Film Critics Awards – „Bester Hauptdarsteller“ (Brokeback Mountain)[22]
- 2005: Los Angeles Film Critics Associations Awards – "Bester Hauptdarsteller " (Brokeback Mountain)[22]
- 2005: DFWFCA Award – „Bester Hauptdarsteller“ (Brokeback Mountain)[22]
- 2005: Golden Schmoes – „Bester Schauspieler des Jahres“ (Brokeback Mountain)[22]
- 2005: Gotham Awards – „Bester Hauptdarsteller“ (Brokeback Mountain)
- 2005: Satellite Awards – „Herausragender Darsteller in einem Kinofilm, Drama“ (Brokeback Mountain)[22]
- 2005: Southeastern Film Critics Association Awards – „Bester Hauptdarsteller“ (Brokeback Mountain)[22]
- 2006: Berlinale – für Candy – Reise der Engel
- 2006: Oscar – „Bester Hauptdarsteller“ (Brokeback Mountain)
- 2006: Golden Globe – „Bester Hauptdarsteller – Drama“ (Brokeback Mountain)
- 2006: National Society of Film Critics Awards – „Bester Hauptdarsteller“ (Brokeback Mountain)[22]
- 2006: Screen Actors Guild Awards – „Herausragende Leistung eines männlichen Schauspielers in einer Hauptrolle“ (Brokeback Mountain)[22]
- 2006: Vancouver Film Critics Circle Award – „Bester Hauptdarsteller“ Brokeback Mountain[22]
- 2006: Chlotrudis Award – „Bester Hauptdarsteller“ (Brokeback Mountain)[22]
- 2006: Gold Derby Award – „Bester Hauptdarsteller“ (Brokeback Mountain)[22]
- 2006: Gold Derby Award – „Beste Besetzung“ (Brokeback Mountain)[22]
- 2006: AFCA Award – „Bester Hauptdarsteller“ (Brokeback Mountain)[22]
- 2006: BAFTA – „Bester Hauptdarsteller“ (Brokeback Mountain)[22]
- 2006: AFI Award – „Bester Hauptdarsteller“ (Candy – Reise der Engel)[22]
- 2006: ALFS Award – „Bester Hauptdarsteller“ (Brokeback Mountain)[22]
- 2006: Online Film Critics Society Awards – „Bester Hauptdarsteller“ (Brokeback Mountain)[22]
- 2006: COFCA Award – „Beste Besetzung“ (Brokeback Mountain)[22]
- 2006: Critics Choice Award – „Bester Hauptdarsteller“ (Brokeback Mountain)[22]
- 2006: CFCA Award – „Bester Hauptdarsteller“ (Brokeback Mountain)[22]
- 2006: Dublin Film Circle Award – „Bester Hauptdarsteller“ (Brokeback Mountain)[22]
- 2008: Spike Scream Awards – „Bester Spruch“ als Joker für den Satz „Why so serious?“ (postum für The Dark Knight)
- 2008: Spike Scream Awards – „Bester Spruch“ als Joker für den Satz „I will now make this pencil disappear.“ (postum für The Dark Knight)
- 2008: Satellite Award – „Bester Nebendarsteller“ (postum für The Dark Knight)
- 2008: Dublin Film Circle Award – „Bester Hauptdarsteller“ (Brokeback Mountain)
- 2008: New York Film Critics Circle Award – „Bester Hauptdarsteller“ (Brokeback Mountain)
- 2008: Golden Schmoes – „Lieblingsprominenter des Jahres“ (postum)
- 2009: MTV Movie Awards – „Bester Kampf“ mit Christian Bale in The Dark Knight (postum)
- 2009: Gold Derby Award – „Beste Besetzung“ (für The Dark Knight)
- 2009: ALFS Award – „Bester Nebendarsteller“ (postum für The Dark Knight)
- 2009: National Society of Film Critics Awards – „Bester Nebendarsteller“ (postum für The Dark Knight)
- 2009: Critics Choice Award – „Beste Besetzung“ (für The Dark Knight)
- 2010: Gold Derby Award – „Schauspieler des Jahrzehnts“ (postum)
- 2010: Gold Derby Award – „Hauptdarsteller des Jahrzehnts“ (postum für Brokeback Mountain)
- 2012: ACCA Award – „Bester Hauptdarsteller des Jahrzehnts“ (postum für Brokeback Mountain)
- 2014: Georges Awards – „Bester ausländischer Schauspieler des Jahrzehnts“